# Urs Wiesendanger

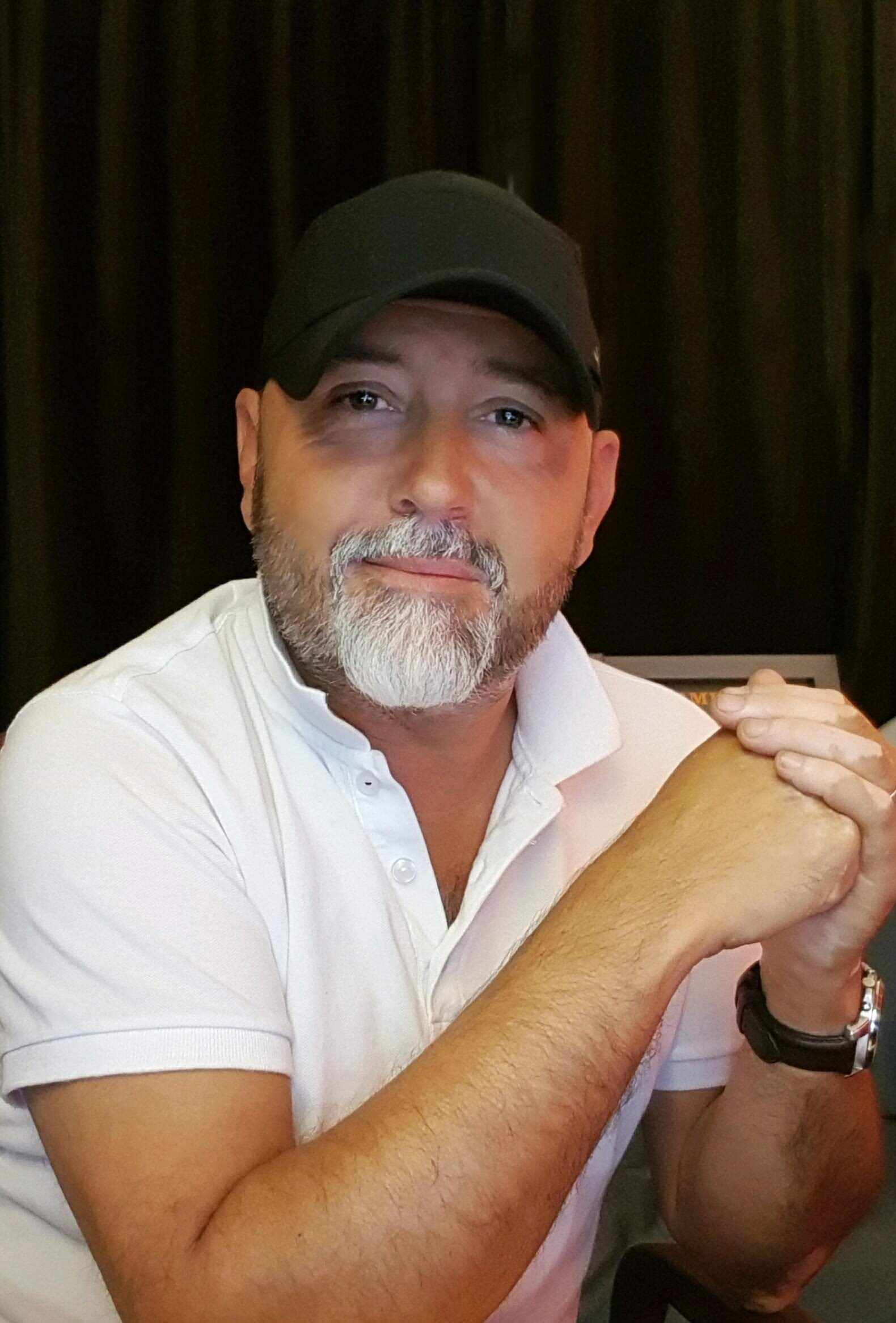
Urs Wiesendanger (2018)

Urs Wiesendanger (* 19. August 1969 in Zürich) ist ein Schweizer Pianist, Schlagzeuger, Sänger, Komponist, Singer-Songwriter, Produzent und Arrangeur.

## Leben und Wirken
Schon mit drei Jahren begann Urs Wiesendanger Klavier zu spielen. Durch den Schlagzeuger Pierre Favre kam er zum Schlagzeugspiel und arbeitete auf eine Karriere als Jazzschlagzeuger hin. Erst 12 Jahre alt, ging er bereits mit der Big Band des Schweizer Fernsehens auf Tour und trat zusammen mit seinem älteren Bruder, dem Jazzpianisten Chris Wiesendanger, in verschiedenen Schweizer Jazzclubs auf.
1984 trat er erstmals als Komponist von Popsongs in Erscheinung und begann auch schon als Produzent zu arbeiten. Diese frühe Produzententätigkeit sollte seinem weiteren Weg eine neue Richtung geben. Laut eigener Aussage hat ihn vor allem die Arbeit von George Duke beeinflusst.
Wiesendanger arbeitet seither für national wie international bekannte Künstler wie DJ Bobo, Nubya, Carmen Fenk, Rocco Ventrella, Nelly Patty, Christoph Walter, Perc Bady, Laskaar, Suzy Gonzalez, Dhenibe Romea und Andy Snitzer. Während seiner zahlreichen US-Aufenthalte produzierte und komponierte er für Jeff Lorber, Dave Koz, Warren Hill, Mickey Petralia, John Robinson, Chris Camozzi, Michael Landau, Dean Parks, Ruth Mixter und Warren Wiebe.
Mit weiteren namhaften Künstlern wie Robert Damper, Kenny G, Snoop Dogg, Coolio, Bligg, Bro’Sis, Patricia Kaas, Pete Penicka, Andrea Berg, Angélique Kidjo, Michael Sembello, Eric Benét, Thierry Condor und Eric Marienthal arbeitete Wiesendanger ebenfalls zusammen.
2018 wurde sein Album Breakfast in Paris mit dem Akademia Award für den besten Popsong ausgezeichnet. Jay Graydon und Laura Story haben eigens zu diesem Album Titel komponiert und selbst mitgewirkt.
Neben seinen Musikproduktionen arbeitet Wiesendanger für das Schweizer Fernsehen und komponiert auch Filmmusik, z. B. für Federica de Cesco (ein Porträt über die Schweizer Schriftstellerin Federica de Cesco) oder für Stefanie’s Present (dt. Stefanies Geschenk). Für drei Musikvideos von DJ Bobo hat Wiesendanger ebenfalls komponiert, Believe, Life goes on und Get on Up, aus dem Album Mystorial aus dem Jahr 2016.

## Diskografie

### Soloalben
- 1998: The Real Me
- 2005: Somebody New
- 2014: Somebody New (Re-release)
- 2014: The Real Me (Re-release)
- 2014: I Will
- 2015: Unreleased Tracks
- 2017: A Tribute To The King
- 2018: Breakfast In Paris

### Singles
- 2014: Stuff Like That
- 2023: Forever More
- 2023: Untold
- 2023: Interstate 101
- 2024: All The Things